# Vjatsjeslav Tsjornovil

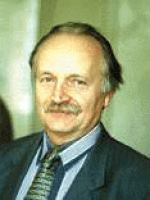
Vjatsjeslav Tsjornovil

Vjatsjeslav Maksymovytsj Tsjornovil (Oekraïens: В'ячесла́в Макси́мович Чорнові́л) (Jerky (Oblast Tsjerkasy), 24 december 1937 - Boryspil, 25 maart 1999) was een Oekraïens politicus en journalist. Als prominent Oekraïense Sovjet-dissident werd hij in de jaren 1960 en 1970 meermalen gearresteerd vanwege zijn politieke opvattingen. Vanaf 1992 was Tsjornovil een van de leiders van Roech en sinds 1995 hoofdredacteur van de krant Chas-Time. Tsjornovil kan worden gezien als een van de  politieke figuren die in de jaren 1980 en 1990 de weg vrijmaakten voor het onafhankelijke Oekraïne.

## Onderwijs
Tsjornovil studeerde aanvankelijk filologie aan de Universiteit van Kiev, maar stapte halverwege het eerste jaar over naar de studie journalistiek. In 1958 stopte hij enige tijd met zijn studie en ging voor een bouwproject in Zjdanov werken en later voor de Komsomol in Kiev. Hij studeerde in 1960 cum laude af op een scriptie over het werk van Borys Hrintsjenko.

## Journalist en dissident
Tsjornovil werkte tussen 1960 en 1964 voor verschillende kranten en voor de televisie in Lviv en Kiev. Hij verwierf de reputatie van een dissident, nadat hij de illegale opsluiting van bepaalde Oekraïense intellectuelen had gedocumenteerd. Hij werd veroordeeld tot drie jaar gevangenisstraf, maar na 18 maanden vrijgelaten vanwege een algemene amnestie in 1967, ter gelegenheid van de vijftigste verjaardag van de Oktoberrevolutie. The Times kende hem de Nicholas Tomalin-prijs toe voor de documentatie van de processen. In 1970 kreeg hij een baan bij het meteorologisch station in Oblast Transkarpatië. Tegelijk richtte hij een ondergronds tijdschrift op genaamd Ukraine Herald. Vanaf 1971 werkte hij voor de afdeling Lviv van de Oekraïense Natuur- en Milieubeschermingsorganisatie. In 1972 werd hij tot 6 jaar gevangenisstraf veroordeeld en tot drie jaar ballingschap wegens betrokkenheid bij Oekraïense onafhankelijkheidsbewegingen. In Mordva, waar hij deze gevangenisstraf uitzat, nam hij regelmatig deel aan protesten, demonstraties en hongerstakingen. Geregeld werd hij veroordeeld tot eenzame opsluiting. In 1976 trad hij toe tot de nieuwgevormde Oekraïense Helsinki Group, die toezicht hield op de in 1975 getekende Helsinki-akkoorden. In 1978 werd Tsjornovil verbannen naar Siberië, maar in datzelfde jaar ook toegelaten tot de Internationale PEN-vereniging. Hij werd evenwel in april 1981 opnieuw gearresteerd en veroordeeld tot vijf jaar gevangenisstraf en kwam in 1983 vrij. Eenmaal terug in West-Oekraïne, kon Tsjornovil pas in mei 1985 werk vinden als stoker.

## Politicus
Eind jaren tachtig werd hij de eerste leider van de Volksbeweging van Oekraïne (beter bekend als Rukh). In 1988 werd een poging gedaan om het "Democratisch Front ter ondersteuning van Perestrojka" in Lviv op te richten, maar dit werd tegengehouden door de Sovjet OMON-eenheid. Tsjornovil deed in 1991 tevergeefs mee aan de presidentsverkiezingen voor Oekraïne, maar hij kreeg wel veel stemmen en zelfs de meerderheid van de stemmen in het westelijke deel van het land. Hij was een van de belangrijkste leden van Roech. Hij werd hiervoor verkozen in het parlement in 1994 en 1998 en stond aan het hoofd van die partij. Tevens was hij hoofdredacteur van de onafhankelijke sociaal-politieke krant Chas-Time (Chas) van 1995 tot 1999. Tsjornovil zou naar verwachting de belangrijkste oppositiekandidaat zijn voor de toen zittende president Leonid Koetsjma bij de Oekraïense presidentsverkiezingen van 1999. De campagne van Tsjornovil kwam echter abrupt tot een einde op 25 maart 1999 toen hij en zijn assistent Yevgen Pavlov beiden omkwamen bij een als verdacht omschreven auto-ongeluk.

## Dood en herinnering

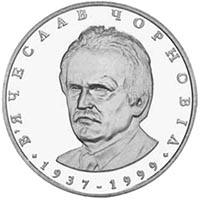
Herdenkingsmunt 2-hryvnia munt met afbeelding van Tsjornovil

Het officiële onderzoek naar het ongeluk, uitgevoerd door het Ministerie van Binnenlandse Zaken, concludeerde dat er geen aanwijzingen waren voor kwade opzet. Op 23 augustus 2006 onthulde president Viktor Joesjtsjenko een monument voor Tsjornovil en gaf opdracht tot een nieuw onderzoek naar het ongeluk. Al op 6 september liet Joeri Loetsenko, de minister van Binnenlandse Zaken, weten dat hij op basis van de hem bekende informatie geloofde, dat Tsjornovil het slachtoffer was van moord in plaats van een auto-ongeluk. Nader onderzoek van de procureur-generaal en de nationale veiligheidsdienst bevestigde dit echter niet. De zaak wordt sindsdien echter steeds gesloten en weer heropend. Op 25 maart 2009 werd een uitvaartdienst gehouden en bewonderaars (waaronder de burgemeester van Kiev, destijds Leonid Tsjernovetsky) legden bloemen op zijn monument in Kiev ter gelegenheid van het 10-jarig jubileum van zijn dood. In augustus 2000 kreeg hij postuum de titel 'Held van Oekraïne' en de 'Orde van de Staat' toegekend door de president voor zijn verdiensten voor de onafhankelijkheid van Oekraïne. In verschillende steden verrezen herdenkingsmusea. In 2003 werd de Vjatsjeslav Tsjornovil Staatsprijs voor Journalistiek ingesteld. Naar hem vernoemd zijn straten in eenendertig Oekraïense steden, een plein in Kiev en diverse onderzoeksinstellingen, zoals de universiteit in Ternopil en het Instituut voor Ecologie, Milieu en Toerisme aan de Nationale Polytechnische Universiteit van Lviv.